# Altingsvalget 2009
Altingsvalget 2009 blev afholdt 25. april 2009. Islandske parlamentsvalg afholdes normalt hvert fjerde år, sidste gang 12. maj 2007. Dette valg skulle derfor, efter planen, have været afholdt i 2011, men fordi statsminister Geir H. Haarde og hans regering gik af i januar 2009, efter protesterne og optøjerne, dem fulgte den økonomiske krise som havde ramt Island i forbindelse med finanskrisen, blev det bestemt at valget skulle fremskyndes med to år. Socialdemokraten Jóhanna Sigurðardóttir ledede frem til valget en koalisionsregering mellem det socialdemokratiske Samfylkingin og venstrepartiet Vinstrihreyfingin - Grænt framboð.
Altinget består af 63 repræsentanter fra seks valgkredse, som fordeles efter St. Laguës metode, med en spærregrænse på 5 procent.

## Valgresultater
|                             | Samfylkingin (Alliancen)                                       | 55 758  | 29,8  | +3,0  | 20 | +2 |
|                             | Sjálfstæðisflokkurinn (Selvstændighedspartiet)                 | 44 369  | 23,7  | −12,9 | 16 | −9 |
|                             | Vinstrihreyfingin - Grænt framboð (Venstrepartiet – De grønne) | 40 580  | 21,7  | +7,4  | 14 | +5 |
|                             | Framsóknarflokkurinn (Fremskridtspartiet)                      | 27 699  | 14,8  | +3,1  | 9  | +2 |
|                             | Borgarahreyfingin (Borgerbevægelsen)                           | 13 519  | 7,2   | +7,2  | 4  | +4 |
|                             | Frjálslyndi flokkurinn (Det Liberale Parti)                    | 4 148   | 2,2   | −5,1  | 0  | −4 |
|                             | Lýðræðishreyfingin (Demokratiets vogtere)                      | 1 107   | 0,6   | +0,6  | 0  | 0  |
| Sum (valgdeltagelse 81,1 %) | Sum (valgdeltagelse 81,1 %)                                    | 187 181 | 100,0 |       | 63 |    |
| Kilde: Morgunblaðið         |                                                                |         |       |       |    |    |

L-listi fullveldissinna (L-listen for tilhængere af suverænitet) trak sit kandidatur tilbage før valget. Íslandshreyfingin – lifandi land (Islandsbevægelsen – levende land) fusionerede med Samfylkingin ved Samfylkingins landsmøde.